# Mateo Kovačić
Mateo Kovačić (pronunciación en croata: /matěo kǒʋatʃitɕ/; Linz, Alta Austria, 6 de mayo de 1994) es un futbolista croata que juega de centrocampista en el Manchester City F. C. de la Premier League.
Se suele desempeñar como mediocentro o mediocentro defensivo u ofensivo, por lo que se le considera un centrocampista versátil, jugando en diferentes posiciones y adaptándose a cualquier rol, incluso de interior. Comenzó su carrera profesional con el Dinamo Zagreb a la edad de 16 años, con la que ganó dos títulos consecutivos de liga, antes de incorporarse al Inter de Milán en 2013. Después de la temporada 2014-15, se trasladó al Real Madrid, donde logró sus mayores éxitos. Representó a su país en las Copas Mundiales de Brasil 2014, Rusia 2018 y Catar 2022, y también en las Eurocopas de 2016, 2020 y 2024.

## Trayectoria

### Comienzos
Es austriaco de nacimiento, ya que nació en la ciudad de Linz, debido a que sus padres, bosniocroatas procedentes de Kotor Varoš, se desplazaron por la guerra de Independencia. Comenzó a jugar en las categorías inferiores del LASK Linz, de su ciudad natal. En 2007, cuando tenía 13 años, despertó el interés de varios clubes europeos como Juventus, Stuttgart o Ajax, entre otros. Sin embargo, sus padres optaron por mudarse a Zagreb y entró en la academia del GNK Dinamo Zagreb.

### GNK Dinamo Zagreb
Empezó a entrenar con el primer equipo a las órdenes del técnico Vahid Halilhodžić, cuatro meses más tarde, el 6 de octubre de 2010, pero continuó jugando con el equipo filial durante el mes. A finales del mes, el diario deportivo local, Sportske Novosti, afirmó que un agente del Arsenal estaba observando al jugador.
El 20 de noviembre, debutó en liga frente al Hrvatski Dragovoljac, anotando el cuarto gol del Dinamo en la victoria por 6-0. Que anotara un gol hizo que se convirtiera en el jugador más joven en lograrlo en la liga croata, con 16 años y 198 días, superando el récord de Dino Špehar, que anotó con 16 años y 278 días ante el NK Osijek, una semana antes. En su primera temporada con el primer equipo, jugó 7 partidos, contribuyendo a la consecución del campeonato de liga.
En la temporada 2011-12, rápidamente se transformó en titular. Habitualmente, jugaba de centrocampista izquierdo en un sistema de formación 4-2-3-1. En los comienzos de la temporada, ayudó al equipo a clasificarse a la fase de grupos de la Liga de Campeones de la UEFA tras 12 años sin lograrlo. Con solo 17 años, jugó de titular ante el Real Madrid en el primer partido de la fase de grupos. Finalizó su primera temporada europea anotando un gol ante el Olympique de Lyon, en el último partido de la fase de grupos, convirtiéndose en el segundo jugador más joven en anotar en esa fase de la competición. En la liga, jugó 25 partidos y anotó 5 goles. En el partido ante el NK Lučko, se convirtió en el jugador más joven de la historia del equipo en ser capitán, tomando la capitanía de Leandro Cufré. Fue otra buena temporada, ya que jugó 32 partidos entre liga y copa y ayudó al equipo a conseguir su séptimo campeonato de liga consecutivo. También anotó en la final de copa ante el NK Ojisek en el Maksimir Stadium. En diciembre de 2011, fue elegido jugador revelación en Croacia.

### Inter de Milán

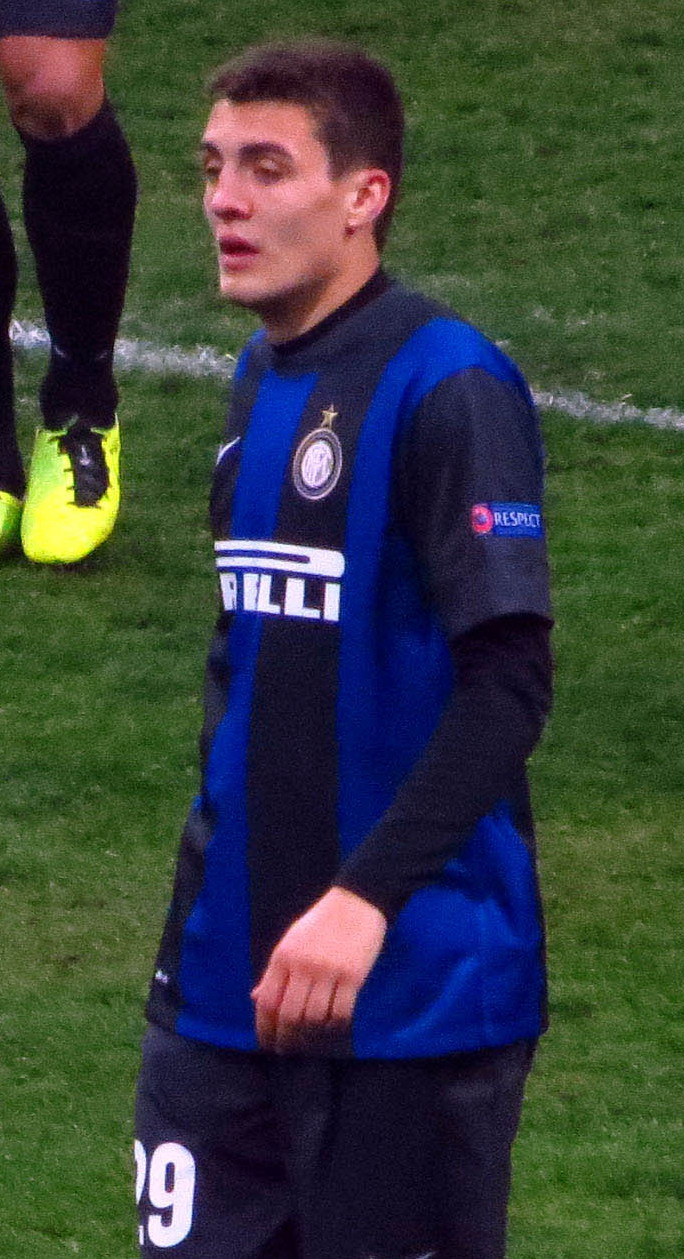
El jugador durante su etapa en el Inter de Milán.

El 31 de enero de 2013, se hizo oficial su traspaso al Inter de Milán. Allí se le adjudicó el dorsal número 10, utilizado previamente por Wesley Sneijder.
Hizo su debut tres días después, el 3 de febrero, entrando como sustituto en el descanso en un partido ante el Siena de la Serie A. El 14 de febrero, hizo su debut europeo ante el CFR Cluj en un partido de la Liga Europea en San Siro. Asistió a Rodrigo Palacio para que anotara el 2-0 a favor del Inter, impresionando a la afición y recibiendo una ovación al ser sustituido en el minuto 89. Jugó el partido de vuelta completo, ganando por 3-0 y clasificando al equipo a la siguiente ronda de la Liga Europea.
Jugó su primer partido de liga como titular ante la Fiorentina, perdiendo por 1-4. En la ronda de dieciseisavos de la Liga Europea, tuvieron que enfrentarse al Tottenham Hotspur. Tras perder por 3-0 en el White Hart Lane, el Inter necesitaba ganar 4-0 en San Siro para pasar a la siguiente ronda. El partido acabó 4-1, después de que se jugara la prórroga con Kovačić de titular. Impresionó a la afición con su compostura y su visión de juego, por lo que recibió otra ovación. El entrenador del Inter, Andrea Stramaccioni, destacó sus habilidades varias veces y afirmó que es "una estrella para el futuro".
El 30 de marzo, jugó como titular el derbi de Italia ante la Juventus de Turín en San Siro. La Juve consiguió la victoria por 1-2, con Kovačić empezando la acción que dio origen al gol de Rodrigo Palacio que ponía el 1-1. También fue titular en el siguiente partido ante la Sampdoria, el cual ganaron por 0-2. En la sorpresiva derrota ante el Atlanta por 3-4, dio una asistencia a Ricky Álvarez. A finales de la segunda parte de la temporada, jugó todos los partidos como titular y el Inter consiguió una decepcionante novena plaza. En mayo, recibió el premio "Gentleman Revelation of the Year" entregado por la afición.
Se perdió gran parte de los entrenamientos de pretemporada del equipo debido a unas pequeñas lesiones, volviendo unos días antes del primer partido oficial de la temporada de la Copa Italia ante el Cittadella. Durante las entrevistas de pretemporada, el nuevo entrenador, Walter Mazzarri, aludió que Kovacic iba a tener un nuevo rol en el terreno de juego, similar al de Marek Hamšík en el Nápoles. Durante la primera parte de la temporada, jugó ajustándose a su nueva posición. Dio su primera asistencia a Yuto Nagatomo ante el Livorno. A diferencia de la temporada anterior, no fue un titular habitual. En los 32 partidos de liga jugados por el Inter, fue titular en no más de 14 partidos, jugando el partido completo en 8 ocasiones. El 10 de mayo, en el último partido competitivo de Javier Zanetti, dio tres asistencias en la victoria por 4-1 ante la Lazio.
Después de varios rumores sobre su salida del equipo, renovó hasta 2019. Empezó la temporada en una gran forma física, anotando un triplete ante el Stjarnan, en un partido de la Liga Europea el 28 de agosto. Anotó su primer gol en liga en un partido ante el Sassuolo, que acabó con victoria por 7-0 del Inter el 14 de septiembre de 2014.

### Real Madrid C. F.

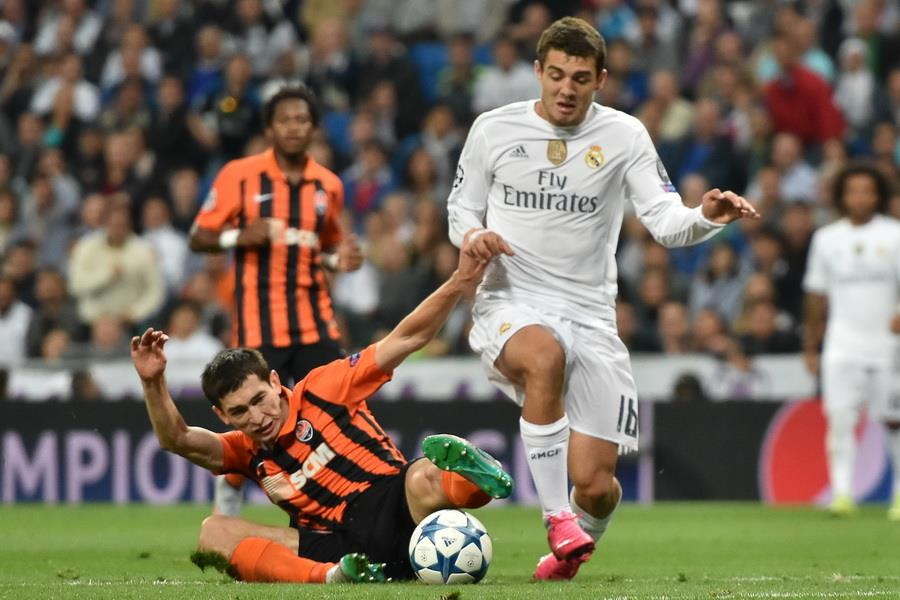
Jugando un partido de la Liga de Campeones ante el FK Shajtar Donetsk.

El 16 de agosto de 2015, el entrenador del Inter de Milán, Roberto Mancini, afirmó que se vieron obligados a vender algunos de sus jugadores para cumplir con el Fair Play financiero de la UEFA, por lo que dos días después se oficializó su fichaje por el Real Madrid C. F., para las próximas seis temporadas. Fue presentado el 19 de agosto en el estadio Santiago Bernabéu. Kovačić se convirtió en el quinto jugador croata del club madrileño, tras Robert Prosinečki, Davor Šuker, Robert Jarni y Luka Modrić.
Debutó en la primera jornada de la la Liga ante el Real Sporting de Gijón, entrando como sustituto en la segunda parte de un encuentro que terminó con empate 0-0, y anotó su primer gol en la victoria por 8–0 frente al Malmö Fotbollförening el 8 de diciembre de 2015 correspondiente a la Liga de Campeones. Finalizó su primera temporada con un rol secundario dentro del equipo que sin embargo le llevó a disputar un total de 34 partidos siendo el primer jugador de recambio para los centrocampistas, ocupando cualquiera de las tres posiciones. De ellos, ocho partidos y el citado gol frente al conjunto sueco ayudaron a que su equipo venciera su undécima Copa de Europa, la primera del jugador.
En su segunda temporada continuó con el mismo rol, debido a su aún temprana edad y a la mayor experiencia de sus compañeros titulares, pero fue de nuevo uno de los referentes del equipo en sus salidas como sustituto, y comenzó a compaginarlos con varios partidos de titular que le llevaron a seguir progresando en gran manera. Destaca especialmente en su juego su rápida salida de balón en la transición del equipo, siendo uno de los futbolistas más reconocidos en dicho aspecto, circunstancia que le hace un jugador irremplazable dentro del rol del equipo y uno de los de mayor proyección. Un total de 39 partidos, dos goles y destacadas actuaciones como el tercer centrocampista con más minutos del equipo tras Toni Kroos y Luka Modrić, ayudaron a que su club conquistase su segunda Liga de Campeones, de manera consecutiva y siendo el primer club en lograrlo, títulos que se unieron a otros tres internacionales de las Supercopas de Europa y el Mundial de Clubes, y a la Liga Española 2016-17.
En su tercera campaña en Madrid comenzó a un alto nivel que suscitó un debate popular hacia un mayor protagonismo en el equipo, que sin embargo ya posee, gracias al acierto de Zidane en compaginar a los centrocampistas y dotar al equipo una alta competitividad durante toda la temporada, en la que todos los jugadores son parte activa de la misma. Bajo dicho sistema de trabajo, el jugador fue titular en los dos primeros encuentros de la nueva temporada frente al F. C. Barcelona en la Supercopa de España 2017, título conquistado por su club y en la que fue uno de los futbolistas más destacados.
Señalado frecuentemente como el heredero natural de su compatriota Luka Modrić, con la temporada apenas empezada y compaginando alternancias en el terreno de juego sufrió una lesión que le mantuvo inactivo dos meses. Debido a ello le costó recuperar el tono mostrado en el inicio de temporada si bien completó notables actuaciones tanto desde la suplencia como desde la titularidad, y se consolidó como uno de los jugadores con más peso referente.

### Inglaterra
El 9 de agosto de 2018 se fue cedido al Chelsea F. C. por una temporada sin opción a compra. A pesar de ello, el 1 de julio de 2019 fue traspasado al propio conjunto londinense. En los cinco años que estuvo en el equipo disputó más de 200 encuentros y conquistó cuatro títulos. Se marchó al final de la campaña 2022-23 al Manchester City F. C.

## Selección nacional

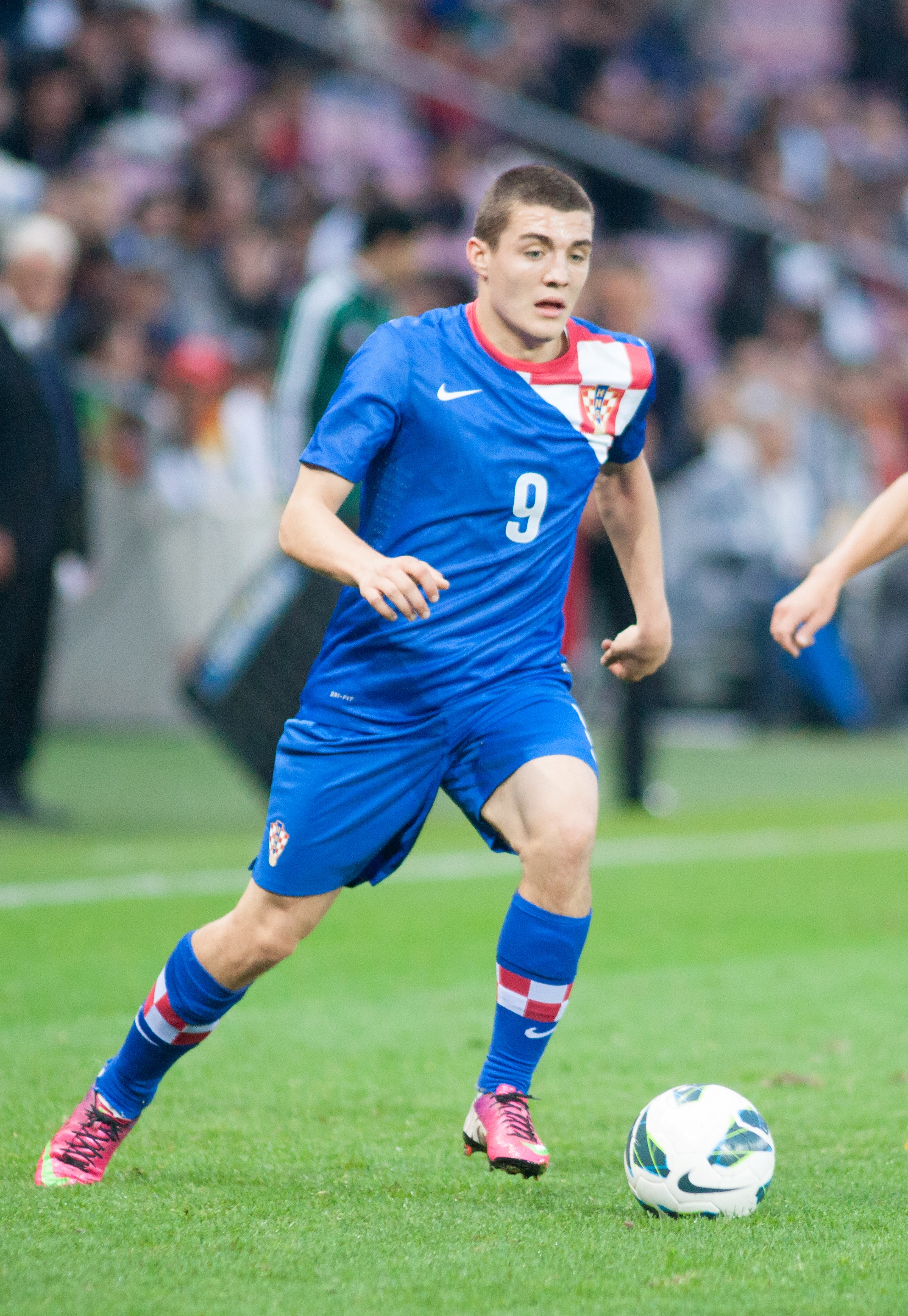
Kovačić durante un partido con la en 2013.

Kovačić fue integrante de los diferentes equipos inferiores de Croacia desde su debut en mayo de 2008 en un partido amistoso sub-14 frente a Eslovaquia. Desde 2011, fue integrante habitual de las categorías sub-19 y sub-21. En agosto de 2012 recibió su primera convocatoria competitiva para la selección absoluta contra Suiza, pero no jugó debido a una lesión. Posteriormente fue convocado para los partidos de clasificación de la Copa Mundial de 2014, e hizo su debut internacional en un partido de clasificación contra Serbia el 22 de marzo de 2013, jugando como centrocampista junto a Luka Modrić, quien era su ídolo en la infancia. Cuatro días más tarde, jugó contra Gales entrando como sustituto de la segunda mitad en la victoria de su equipo por 1-2. Su tercer partido de la campaña se produjo en junio, cuando Croacia se enfrentó a Escocia en Zagreb, partido que finalizó con derrota. Al final de las eliminatorias, Kovačić sumó dos apariciones más, correspondientes a los play-offs de repesca al Mundial. A pesar de no participar en el partido de ida sin goles ante Islandia, sí lo hizo en el segundo y decisivo encuentro y en el que asistió el segundo gol del equipo que permitió a su selección clasificarse para la siguiente Copa Mundial de Fútbol.
El 14 de mayo de 2014, Kovačić fue incluido en la lista preliminar de 30 jugadores que representarían a Croacia en la Copa Mundial de Fútbol de 2014 en Brasil, siendo ratificado en la lista final de 23 futbolistas el 31 de mayo. En el torneo fue titular en el primer partido, una derrota por 3-1 ante el anfitrión brasileño en donde jugó durante 60 minutos antes de ser sustituido. Completó sus actuaciones participando en los restantes partidos de la fase de grupos, hasta que fue eliminada. El 7 de junio de 2015, marcó su primer gol internacional, en el que fue su vigésima internacionalidad.
El 4 de junio de 2018, el seleccionador Zlatko Dalić lo incluyó en la lista de 23 para la Copa Mundial de Fútbol de 2018 en Rusia. Sin hacer un gran Mundial, colaboró desde el banco de suplentes para que Croacia se convierta en finalista por primera vez en su historia.

#### Goles internacionales
| N.º | Fecha                   | Estadio                                     | Rival     | Gol | Resultado | Competición                         |
| --- | ----------------------- | ------------------------------------------- | --------- | --- | --------- | ----------------------------------- |
| 1   | 7 de junio de 2015      | Estadio Anđelko Herjavec, Varaždin, Croacia | Gibraltar | 2-0 | 4-0       | Amistoso                            |
| 2   | 17 de noviembre de 2020 | Estadio Poljud, Split, Croacia              | Portugal  | 1-0 | 2-3       | Liga de Naciones de la UEFA 2020-21 |
| 3   | 17 de noviembre de 2020 | Estadio Poljud, Split, Croacia              | Portugal  | 2-2 | 2-3       | Liga de Naciones de la UEFA 2020-21 |
| 4   | 28 de marzo de 2023     | Timsah Arena, Bursa, Turquía                | Turquía   | 0-1 | 0-2       | Clasificación para la Eurocopa 2024 |
| 5   | 28 de marzo de 2023     | Timsah Arena, Bursa, Turquía                | Turquía   | 0-2 | 0-2       | Clasificación para la Eurocopa 2024 |

### Participaciones en fases finales
| Competición            | Sede     | Resultado        | Partidos | Goles |
| ---------------------- | -------- | ---------------- | -------- | ----- |
| Copa Mundial FIFA 2014 | Brasil   | Primera fase     | 3        | 0     |
| Eurocopa 2016          | Francia  | Octavos de final | 2        | 0     |
| Copa Mundial FIFA 2018 | Rusia    | Subcampeón       | 5        | 0     |
| Eurocopa 2020          | Europa   | Octavos de final | 4        | 0     |
| Copa Mundial FIFA 2022 | Catar    | Tercer puesto    | 7        | 0     |
| Eurocopa 2024          | Alemania | Primera fase     | 3        | 0     |
| Total                  | Total    | Total            | 24       | 0     |

## Estadísticas

### Clubes
Actualizado al último partido disputado el 20 de mayo de 2025.
| Club | Div.          | Temporada     | Liga(1) | Liga(1) | Liga(1) | Copas nacionales(2) | Copas nacionales(2) | Copas nacionales(2) | Copas internacionales(3) | Copas internacionales(3) | Copas internacionales(3) | Total | Total | Total  |
| Club | Div.          | Temporada     | Part.   | Goles   | Asist.  | Part.               | Goles               | Asist.              | Part.                    | Goles                    | Asist.                   | Part. | Goles | Asist. |
| --- | ------------- | ------------- | ------- | ------- | ------- | ------------------- | ------------------- | ------------------- | ------------------------ | ------------------------ | ------------------------ | ----- | ----- | ------ |
| Dinamo Zagreb · Croacia | 1.ª           | 2010-11       | 7       | 1       | 0       | 2                   | 0                   | 0                   | 0                        | 0                        | 0                        | 9     | 1     | 0      |
| Dinamo Zagreb · Croacia | 1.ª           | 2011-12       | 25      | 5       | 7       | 7                   | 1                   | 0                   | 12                       | 1                        | 0                        | 44    | 7     | 7      |
| Dinamo Zagreb · Croacia | 1.ª           | 2012-13       | 11      | 1       | 4       | 1                   | 0                   | 0                   | 8                        | 0                        | 0                        | 20    | 1     | 4      |
| Dinamo Zagreb · Croacia | Total club    | Total club    | 43      | 7       | 11      | 10                  | 1                   | 0                   | 20                       | 1                        | 0                        | 73    | 9     | 11     |
| Inter de Milán · Italia | 1.ª           | 2012-13       | 13      | 0       | 1       | 1                   | 0                   | 0                   | 4                        | 0                        | 1                        | 18    | 0     | 2      |
| Inter de Milán · Italia | 1.ª           | 2013-14       | 32      | 0       | 4       | 3                   | 0                   | 0                   | 0                        | 0                        | 0                        | 35    | 0     | 4      |
| Inter de Milán · Italia | 1.ª           | 2014-15       | 35      | 5       | 5       | 1                   | 0                   | 0                   | 8                        | 3                        | 0                        | 44    | 8     | 5      |
| Inter de Milán · Italia | Total club    | Total club    | 80      | 5       | 10      | 5                   | 0                   | 0                   | 12                       | 3                        | 1                        | 97    | 8     | 11     |
| Real Madrid C. F. · España | 1.ª           | 2015-16       | 25      | 0       | 2       | 1                   | 0                   | 0                   | 8                        | 1                        | 0                        | 34    | 1     | 2      |
| Real Madrid C. F. · España | 1.ª           | 2016-17       | 27      | 1       | 3       | 4                   | 0                   | 0                   | 8                        | 1                        | 0                        | 39    | 2     | 3      |
| Real Madrid C. F. · España | 1.ª           | 2017-18       | 21      | 0       | 2       | 7                   | 0                   | 0                   | 8                        | 0                        | 1                        | 36    | 0     | 3      |
| Real Madrid C. F. · España | Total club    | Total club    | 73      | 1       | 7       | 12                  | 0                   | 0                   | 24                       | 2                        | 1                        | 109   | 3     | 8      |
| Chelsea F. C. Inglaterra | 1.ª           | 2018-19       | 32      | 0       | 2       | 7                   | 0                   | 0                   | 12                       | 0                        | 0                        | 51    | 0     | 2      |
| Chelsea F. C. Inglaterra | 1.ª           | 2019-20       | 31      | 1       | 3       | 7                   | 0                   | 0                   | 9                        | 1                        | 0                        | 47    | 2     | 3      |
| Chelsea F. C. Inglaterra | 1.ª           | 2020-21       | 27      | 0       | 1       | 5                   | 0                   | 0                   | 10                       | 0                        | 0                        | 37    | 0     | 1      |
| Chelsea F. C. Inglaterra | 1.ª           | 2021-22       | 25      | 2       | 5       | 10                  | 0                   | 0                   | 9                        | 0                        | 1                        | 44    | 2     | 6      |
| Chelsea F. C. Inglaterra | 1.ª           | 2022-23       | 27      | 1       | 2       | 2                   | 0                   | 0                   | 8                        | 1                        | 1                        | 37    | 2     | 2      |
| Chelsea F. C. Inglaterra | Total club    | Total club    | 142     | 4       | 13      | 31                  | 0                   | 0                   | 48                       | 2                        | 1                        | 221   | 6     | 14     |
| Manchester City F. C. Inglaterra | 1.ª           | 2023-24       | 30      | 1       | 0       | 7                   | 1                   | 1                   | 9                        | 1                        | 0                        | 46    | 3     | 1      |
| Manchester City F. C. Inglaterra | 1.ª           | 2024-25       | 31      | 6       | 2       | 5                   | 0                   | 1                   | 6                        | 1                        | 0                        | 42    | 7     | 3      |
| Manchester City F. C. Inglaterra | Total club    | Total club    | 61      | 7       | 2       | 12                  | 1                   | 2                   | 15                       | 2                        | 0                        | 88    | 10    | 4      |
| Total carrera | Total carrera | Total carrera | 399     | 24      | 43      | 70                  | 2                   | 2                   | 119                      | 10                       | 3                        | 588   | 36    | 48     |
| (1) Incluye datos de la Copa de Croacia (2010-13) / Copa Italia (2012-15) / Copa del Rey, Supercopa de España (2015-act). (2) Incluye datos de la Liga Europa (2010-15); Liga de Campeones (2010-act.), Supercopa de Europa, Mundial de Clubes (2015-act.). (3) No incluye goles en partidos amistosos. (Datos de asistencias incompletos). |               |               |         |         |         |                     |                     |                     |                          |                          |                          |       |       |        |

## Palmarés

### Títulos nacionales
| Título                     | Club                  | País       | Año  |
| -------------------------- | --------------------- | ---------- | ---- |
| Primera Liga de Croacia    | Dinamo Zagreb         | Croacia    | 2011 |
| Copa de Croacia            | Dinamo Zagreb         | Croacia    | 2011 |
| Primera Liga de Croacia    | Dinamo Zagreb         | Croacia    | 2012 |
| Copa de Croacia            | Dinamo Zagreb         | Croacia    | 2012 |
| Primera División de España | Real Madrid C. F.     | España     | 2017 |
| Supercopa de España        | Real Madrid C. F.     | España     | 2017 |
| Premier League             | Manchester City F. C. | Inglaterra | 2024 |
| Community Shield           | Manchester City F. C. | Inglaterra | 2024 |

### Títulos internacionales
| Título                            | Equipo                | Sede           | Año  |
| --------------------------------- | --------------------- | -------------- | ---- |
| Liga de Campeones de la UEFA      | Real Madrid C. F.     | Milán          | 2016 |
| Supercopa de la UEFA              | Real Madrid C. F.     | Trondheim      | 2016 |
| Copa Mundial de Clubes de la FIFA | Real Madrid C. F.     | Japón          | 2016 |
| Liga de Campeones de la UEFA      | Real Madrid C. F.     | Cardiff        | 2017 |
| Supercopa de la UEFA              | Real Madrid C. F.     | Skopie         | 2017 |
| Copa Mundial de Clubes de la FIFA | Real Madrid C. F.     | EAU            | 2017 |
| Liga de Campeones de la UEFA      | Real Madrid C. F.     | Kiev           | 2018 |
| Liga Europa de la UEFA            | Chelsea F. C.         | Bakú           | 2019 |
| Liga de Campeones de la UEFA      | Chelsea F. C.         | Oporto         | 2021 |
| Supercopa de la UEFA              | Chelsea F. C.         | Belfast        | 2021 |
| Copa Mundial de Clubes de la FIFA | Chelsea F. C.         | EAU            | 2021 |
| Supercopa de la UEFA              | Manchester City F. C. | El Pireo       | 2023 |
| Copa Mundial de Clubes de la FIFA | Manchester City F. C. | Arabia Saudita | 2023 |

Actualizado al último título conquistado el 22 de diciembre de 2023.

## Vida personal
Kovačić es católico practicante. Ora a diario y asiste a misa dominical, además ha peregrinado varias ocasiones al Santuario de Medjugorje.
En la Iglesia de San Antonio de Padua (Sesvete, Croacia) en 2017, se casó con Izabel Andrijanic, una modelo y licenciada en económicas. Ambos se conocieron en dicha iglesia cuando Kovačić ayudaba como monaguillo y Andrijanic cantaba en el coro.
Desde pequeño, su ídolo es su compatriota Luka Modrić, con quien ha compartido vestuario en el Real Madrid y en la selección de Croacia.